# こんなに空が青くては
『こんなに空が青くては』（こんなにそらがあおくては）は、1976年11月5日にフォーライフ・レコードから発売された川村ゆうこのファースト・アルバム。

## 解説
デビュー曲「風になりたい」・2nd「孤独なランナー」を含む全12曲入りのファーストアルバム。
長らくCD化されていなかったが、2010年9月22日にBlu-specCDの紙ジャケット仕様で初CD化され、活動を共にしている柳田ヒロ編曲による「風になりたい 2010 Acoustic Piano ver.」を、ボーナス・トラックとして収録。

## 収録曲

### LP盤
Side-A
1. 大晦日　－　(3:04)
  - 作詞：岡本おさみ、作曲：吉田拓郎、編曲：石川鷹彦
2. 南の街の少年へ　－　(3:39)
  - 作詞・作曲：川村ゆうこ、編曲：吉川忠英
3. 孤独なランナー　－　(3:33)
  - 作詞： 松本隆、作曲：大野克夫、編曲：萩田光雄
4. おはなし　－　(3:15)
  - 作詞：萩田寛子、作曲：小室等、編曲：吉田拓郎
5. スター　－　(3:03)
  - 作詞・作曲：川村ゆうこ、編曲：石川鷹彦
6. 風になりたい－　(3:36)
  - 作詞・作曲：吉田拓郎、編曲：松任谷正隆

Side-B
1. ディスク・ブルー　－　(3:30)
  - 作詞・作曲：川村ゆうこ、編曲：石川鷹彦
2. 雨は降っているけれど　－　(2:58)
  - 作詞・作曲：川村ゆうこ、編曲：萩田光雄
3. ロンサム通り　－　(3:30)
  - 作詞： 松本隆、作曲：大野克夫、編曲：吉川忠英
4. 錆びたスプーン　－　(4:18)
  - 作詞・作曲：今神市、編曲：吉川忠英
5. 花の季節　－　(4:51)
  - 作詞：関真次、作曲・編曲：吉川忠英
6. こんなに空が青くては　－　(4:44)
  - 作詞・作曲：川村ゆうこ 編曲：吉川忠英

### Blu-specCD盤
1. 大晦日　－　(3:04)
2. 南の街の少年へ　－　(3:39)
3. 孤独なランナー　－　(3:33)
4. おはなし　－　(3:15)
5. スター　－　(3:03)
6. 風になりたい－　(3:36)
7. ディスク・ブルー　－　(3:30)
8. 雨は降っているけれど　－　(2:58)
9. ロンサム通り　－　(3:30)
10. 錆びたスプーン　－　(4:18)
11. 花の季節　－　(4:51)
12. こんなに空が青くては　－　(4:44)
13. 風になりたい ＜2010 Acoustic Piano ver.＞（ボーナス・トラック）　－　(3:49)
  - 作詞・作曲：吉田拓郎、編曲：柳田ヒロ
14. 輝きの瞬間（ボーナス・トラック）　－　(4:13)
  - 作詞・作曲：川村ゆうこ、編曲：柳田ヒロ

## 制作

### ミュージシャン
- ドラム：島村英二、重田真人、高橋幸宏
- エレキ・ベース：河合徹三、石山恵三、後藤次利、武部秀明
- エレキ・ギター／アコースティック・ギター：石川鷹彦、吉川忠英、吉田拓郎、徳武弘文、矢島賢、常富嘉雄、松原正樹
- キーボード：浅井博、栗林稔、石川鷹彦、河合徹三、松任谷正隆
- スチール・ギター：村上律、駒沢裕城
- ハーモニカ：松田幸一、常富嘉雄
- パーカッション：吉川忠英、吉田拓郎
- マリンバ／ビブラフォン：金山功
- コーラス：石川鷹彦、吉川忠英、吉田拓郎、常富嘉雄

### スタッフ
- プロデューサー：吉田拓郎
- ディレクター：常富嘉雄
- レコーディング・エンジニア：山下有次
- デザイナー：武居良隆
- 撮影：富永民生
- レコーディング・マネージャー：成田忠幸
- Special Thanks to 吉川忠英（コロムビア）、ラストショー

## 発売履歴
| 発売日        | レーベル                                 | 規格       | 規格品番  | 備考                                      |
| ------------- | ---------------------------------------- | ---------- | --------- | ----------------------------------------- |
| 1976年11月5日 | フォーライフ・レコード                   | LP         | FLL-5005  |                                           |
| 1976年11月5日 | フォーライフ・レコード                   | CT         | CF-9009   |                                           |
| 2010年9月22日 | フォーライフミュージックエンタテイメント | Blu-specCD | FLCF-5025 | 紙ジャケット仕様、ボーナス・トラック2曲入 |
| 2010年9月22日 | フォーライフミュージックエンタテイメント | 音楽配信   |           | ボーナス・トラック2曲入                   |